# Савченко, Иван Иванович
Иван Иванович Савченко (28 сентября 1903,  м. Гостомель, Киевская губерния, Российская империя — 23 ноября 1944,  Салдусский край, Латвия) — советский военачальник, полковник (1944).

## Биография
Родился 28 сентября 1903 года в местечке Гостомель, ныне одноименный посёлок в Бучанском районе, Киевской области,  Украины. До службы в армии  Савченко работал подмастером и закройщиком на обувной фабрике в городе Киев. С мая по ноябрь 1925 года находился на курсах клубных работников при Киевской губернской партшколе.

### Военная служба

#### Межвоенные годы
В начале ноября 1925 года призван в РККА и направлен в 137-й стрелковый полк 46-й стрелковой дивизии, где по прибытии был зачислен курсантом в полковую школу. По завершении обучения с октября 1926 года служил отделенным командиром. В сентябре 1927 года командирован  на учебу в Объединенную военную школу им. ВЦИК в Москве, в этом же году вступил в ВКП(б).  15 апреля 1930 года по  окончании  школы оставлен в ней в должности командира взвода связи, затем был врид помощника командира роты, командира взвода курсантов, врид начальника связи и преподавателя связи школы. С сентября 1938 года — слушатель Военной академии РККА им. М. В. Фрунзе. С 4 февраля по 26 апреля 1940 года он временно был откомандирован в 12-ю стрелковую дивизию 2-й Отдельной Краснознаменной армии (стажировался в должности начальника связи дивизии), затем продолжил учебу в академии.

#### Великая Отечественная война
В июле 1941 года капитан Савченко окончил академию и был назначен начальником штаба 1026-го стрелкового полка. В том же месяце переведен на должность начальника оперативного отделения штаба 288-й стрелковой дивизии, формировавшейся под городом Ярославль. По завершении формирования в середине августа дивизия убыла на Северо-Западный фронт в 52-ю армию и с ходу вступила в бой. Отбросив отдельные части противника из района Звонка, Высокое, Селищенский поселок на западный берег реки Волхов, она заняла оборону по восточном берегу реки на рубеже Грузино, Селищенский поселок. 29 сентября Савченко был допущен к временному исполнению должности старшего помощника начальника отдела боевой подготовки МВО. В период с 5 по 16 октября 1941 года в составе оперативной группы под командованием заместителя командующего войсками округа генерал-майора Н. П. Никольского участвовал в боях под Малоярославцем, выполняя отдельные поручения. С октября 1941 года он был начальником оперативного отдела штаба обороны Москвы.
В декабре майор Савченко назначен начальником оперативного отделения штаба 157-го УРа в составе Московской зоны обороны. 29 июня 1942 года допущен к исполнению должности начальника штаба 155-го УРа. С августа 1943 года УР входил в состав 39-й, 4-й ударной и 43-й армий Калининского фронта. С апреля 1944 года полковник Савченко — комендант 155-го УРа, входившего в 22-й стрелковый корпус 43-й армии. Участвовал с ним в Полоцкой и Режицко-Двинской наступательных операциях. В ходе последней укрепрайон наступал на правом фланге в районе оз. Нещердо, прикрывая части армии, вошедшие в прорыв и преследующие отступающего противника. 3 августа Савченко был допущен к командованию 332-й стрелковой Ивановской Полоцкой дивизией им. М. В. Фрунзе. До 11 сентября 1944 года дивизия находилась в обороне на рубеже Пукина, отм. 61,2, опушка рощи западнее Балоши, входя в состав 4-й ударной армии 2-го и 1-го (с 8 августа) Прибалтийских фронтов. Затем ее части вели успешные наступательные бои в общем направлении на Ригу, участвуя в Прибалтийской, Мемельской и Рижской наступательных операциях. За образцовое выполнение заданий командования в боях с захватчиками при прорыве обороны противника юго-восточнее города Рига дивизия была награждена орденом Суворова 2-й ст. (22.10.1944). 23 ноября 1944 года в ходе боя командир дивизии полковник Савченко получил смертельное ранение и в тот же день умер. Похоронен в городе Шяуляй.
За время войны комдив Савченко был два раза персонально упомянут в благодарственных приказах Верховного Главнокомандующего.

## Награды
- орден Красного Знамени (11.07.1944)[7]
- орден Кутузова II степени (30.07.1944)[8]
- орден Отечественной войны I степени (28.12.1944)[9]
- орден Красной Звезды (03.11.1944[10][11])
- медаль «За боевые заслуги» (22.01.1942)[12]

Приказы (благодарности) Верховного Главнокомандующего в которых отмечен И. И. Савченко.
- За овладение штурмом крупным областным центром Белоруссии городом Витебск – важным стратегическим узлом обороны немцев на западном направлении. 26 июня 1944 года. № 119.
- За прорыв глубоко эшелонированной обороны противника юго-восточнее города Рига, овладении важными опорными пунктами обороны немцев — Бауска, Иецава, Вецмуйжа и на реке Западная Двина — Яунелгава и Текава, а также занятии более 2000 других населённых пунктов. 19 сентября 1944 года.  № 189.